# Jaxartosaurus
Jaxartosaurus („ještěr od řeky Jaxartes/Syrdarja“) byl rod býložravého kachnozobého dinosaura, žijícího v období svrchní křídy (geologický věk turon až kampán, zhruba před 94 až 84 miliony let) na území dnešního Kazachstánu a Číny. Typový druh J. aralensis byl formálně popsán ruským paleontologem Anatolijem Nikolajevičem Rjabininem v roce 1937. Lebka tohoto lambeosaurina vykazuje přítomnost lebečního hřebene, podobného tomu, který známe u severoamerického rodu Corythosaurus.

## Rozměry
Dospělá délka tohoto druhu je odhadována asi na 9 metrů.

## Další druh
V roce 1990 byl popsán další druh J. fuyunensis, který je ale pochybným taxonem (nomen dubium).